# Busby Babes

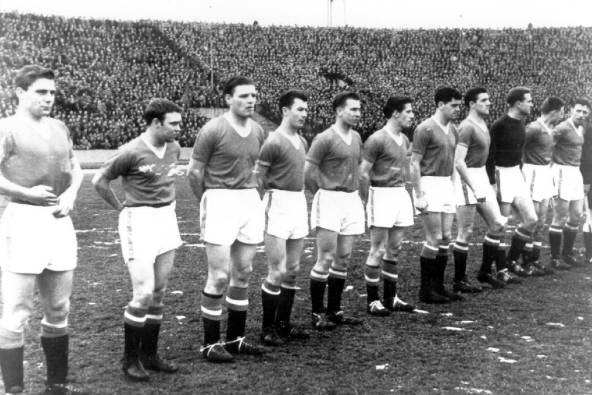
Manchester United „Busby Babes“ v roce 1958 před jejich posledním zápasem.

„Busby Babes“ byli fotbalisté, kteří hráli pod vedením trenéra Matta Busbyho od konce 40. let a po celá 50. léta 20. století. S tímto pojmenováním je spojován zvláště tým ze sezóny 1957–58, z něhož mnoho hráčů zemřelo během Mnichovské tragédie. Všeobecně se věřilo, že tento mladý tým (věkový průměr 22 let) bude v několika následujících letech zcela dominovat evropské fotbalové scéně. 

## Historie

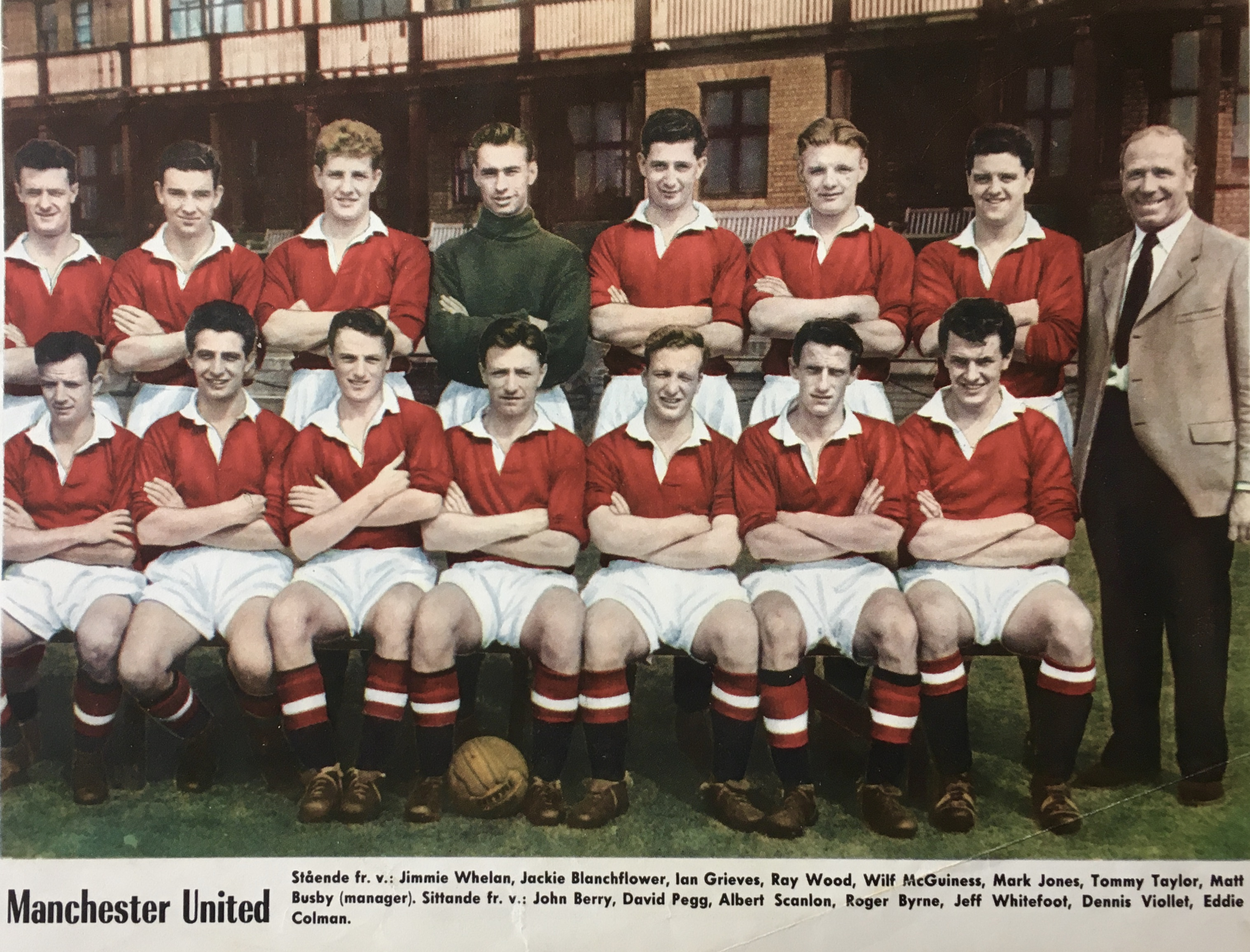
Manchester United v roce 1957 – zleva: Liam Whelan, Jackie Blanchflower, Ian Greaves, Ray Wood, Wilf McGuinness, Mark Jones, Tommy Taylor, Matt Busby (trenér); první řada: Johnny Berry, David Pegg, Albert Scanlon, Roger Byrne, Jeff Whitefoot, Dennis Viollet a Eddie Colman.

United se raději soustředil na vlastní mladé a talentované odchovance, než aby hráče kupoval. I tak bylo do týmu zakoupeno několik hráčů. V roce 1949 přišel z Darlingtonu brankář Ray Wood. V prosinci 1956 byl podepsán jako jeho nástupce z Doncaster Rovers Harry Gregg za rekordních 23 500 liber. V roce 1951 se stal posilou Johnny Berry z Birminghamu. Jedním z nejdražších hráčů Anglie se stal v roce 1953 Tommy Taylor z Barnsley, za kterého United zaplatili 29 999 liber.
V únoru 1958 se osm hráčů – Roger Byrne (28), Eddie Colman (21), Mark Jones (24), Duncan Edwards (21), Liam Whelan (22), Tommy Taylor (26), David Pegg (22) a Geoff Bent ( 25) – stalo obětí letecké katastrofy v Mnichově. Dva další hráči, Jackie Blanchflower (24 v době havárie) a Johnny Berry (31 v době havárie) utrpěli taková zranění, že se na hřiště už nikdy nevrátili. 
Poslední předmnichovský hráč, Bobby Charlton (20 v době havárie), opustil Manchester United v roce 1973 a kariéru ukončil o 2 roky později. Vytvořil střelecké rekordy jak za United, tak za Anglii. Oba tyto rekordy nakonec překonal Wayne Rooney. 
Posledním podpisem Matta Busbyho se stal Sammy McIlroy v roce 1969, přezdíván „poslední z Busby Babes“. 